# Gelbrote Taglilie
Die Gelbrote Taglilie (Hemerocallis fulva), auch Braunrote Taglilie oder Bahnwärter-Taglilie genannt, ist eine Pflanzenart aus der Gattung der Taglilien (Hemerocallis). Sie stammt ursprünglich aus Ostasien und ist in Europa und Nordamerika ein Neophyt.

## Beschreibung

### Vegetative Merkmale

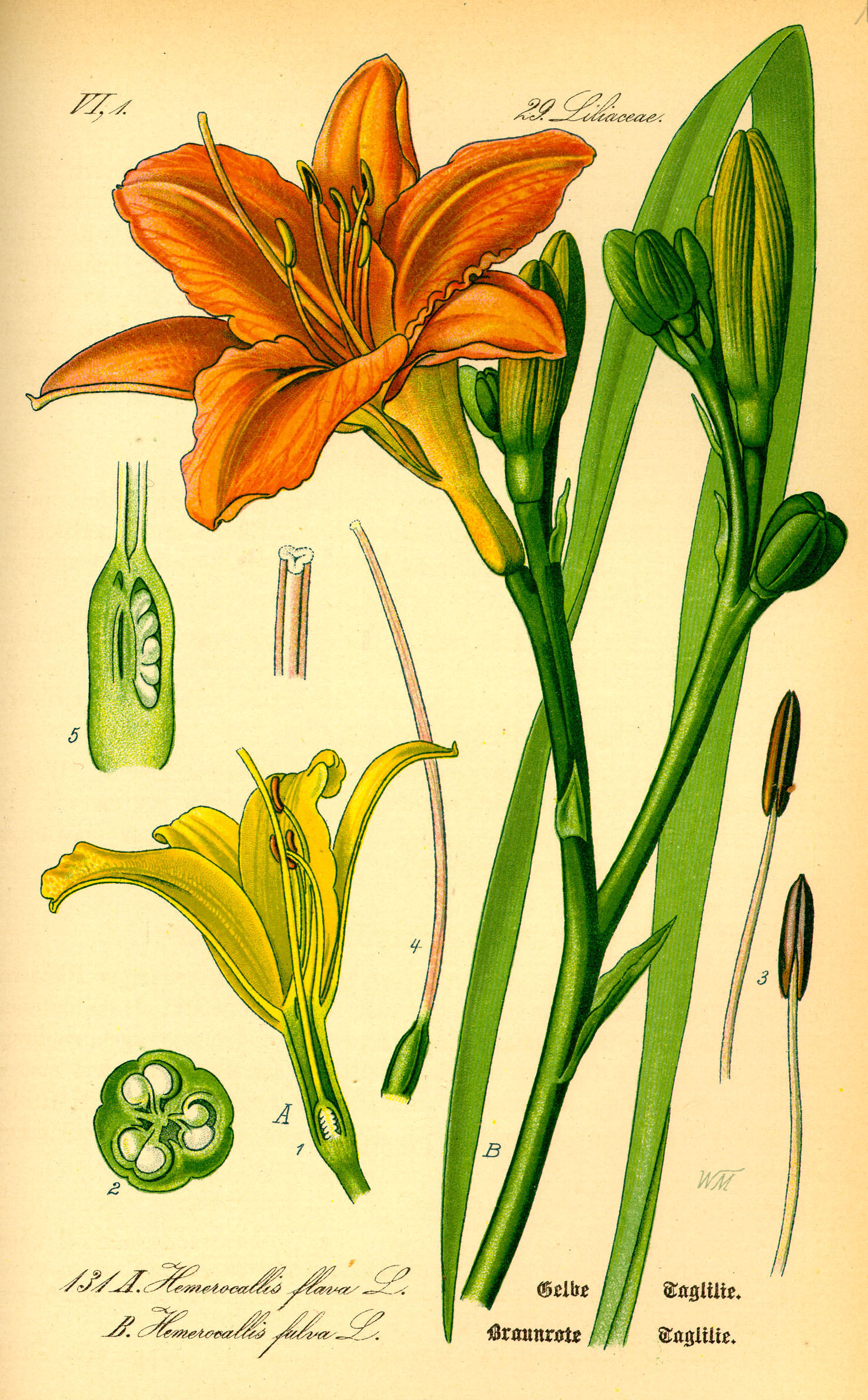
Hemerocallis fulva var. fulva (rechts)

Bei der Gelbroten Taglilie handelt es sich um eine ausdauernde krautige Pflanze, die Wuchshöhen bis zu 150 cm erreichen kann. Als Überdauerungsorgane hat sie Rhizome. Ihre Hauptwurzeln sind fingerartig geformt und fleischig geschwollen.
Die schwertförmigen, paralleladrigen Grundblätter sind 30 bis 150 cm lang, 1 bis 3 cm breit und haben eine gelblich-grüne Farbe, eine zugespitzte Blattspitze und hängen bogenförmig zum Boden zurück.

### Generative Merkmale
Der aufrechte Schaft des Blütenstandes ist rund und hohl, blattlos und verzweigt nach oben hin. Bis zu 20 oder mehr Blüten befinden sich im zymösen Blütenstand, dessen Blühdauer insgesamt bis zu sechs Wochen anhalten kann.
Die zwittrige, dreizählige Blüte erscheint in den Monaten Juli und August morgens und schließt sich noch am selben Abend; sie ist geruchlos und nicht selbstbestäubend. Gefüllte Blüten kommen nur bei der Sorte 'Kwanso' (fälschlich 'Flore Pleno') vor.
Die Blütenhüllblätter sind je nach Varietät gelborange bis rotorange, teilweise mit verschieden farbigen streifenförmigen Zonen um die Mitte herum („Auge“) oder an den Rändern.
Die Blütenhülle beginnt als Röhre mit 2 bis 3 Zentimeter Durchmesser. Die äußeren Blütenhüllblätter sind 7 bis 8 cm lang und 2 cm breit. Die inneren Blütenhüllblätter sind 7,5 bis 8,5 cm lang und 3 cm breit und wellig-krausrandig. Es sind sechs Staubblätter vorhanden, die Staubfäden sind 4,5 bis 6,5 cm lang, die Staubbeutel 5 bis 7 mm lang und purpurschwarz. Der Fruchtknoten hat einen Durchmesser von 8 bis 10 mm und wird aus drei zentral verwachsenen Fruchtblättern gebildet. Der weiße bis blassorange Griffel ist 9 bis 10 cm lang.
Die Frucht ist eine dreikammerige Kapselfrucht.
Die Färbung der Blüten wird durch das Vorhandensein von Anthocyan-Pflanzenfarbstoffen in der Epidermis hervorgerufen, durch die die darunterliegenden, durch Zeaxanthin hellorange bis gelb gefärbten Chromoplasten betrachtet werden. Eine Ausnahme ist die Varietät Hemerocallis fulva var. aurantiaca, welche kein Anthocyan aufweist und daher rein hellorange gefärbt ist.
Die Chromosomenzahl beträgt 2n = 2x = 22 (Diploidie) oder 2n= 3x = 33 (Triploidie).

## Vermehrung
Alle Varianten der Gelbroten Taglilie sind in der Lage, sich weitläufig über die Rhizome auszubreiten. Gelegentlich kommt es am Stängel zur Bildung von Kindeln, erbgleiche Tochterpflanzen (Klone), die nach einiger Zeit abfallen, wurzeln und als eigenständige Pflanzen weiterwachsen. Diploide Varianten können durch Insekten bestäubt werden, der gebildete Samen wird dann durch Tiere verbreitet, die ihn nach Verdauung ausscheiden (Endozoochorie).
Viele Kulturvarietäten sind triploid und bilden nur sehr selten Samen, haben aber fertilen Pollen. In diesem Fall vermehrt sich die Pflanze nur vegetativ. Durch Anwendung von Colchicin auf Zellkulturen konnten verschiedentlich aus triploiden tetraploide Varianten gewonnen und so die Fähigkeit zur generativen Vermehrung wiederhergestellt werden.

## Verbreitung und Standortbeschreibung
Das natürliche Verbreitungsgebiet der meisten wildwachsenden Varietäten der Gelbroten Taglilie sind die gemäßigten und tropischen Gegenden von Korea, China und Japan. Die Varietät angustifolia wächst in Indien.
1561 nannte Conrad Gessner die Art unter dem Namen „Lilium rubens arundiarium“ erstmals in Europa. Im 17. Jahrhundert wilderte die Kulturvarietät 'Europa' in England aus, breitete sich im restlichen Europa und, nach ihrer Einfuhr dort Ende des 19. Jahrhunderts, auch in Nordamerika aus. In ganz Deutschland mit Ausnahme küstennaher Standorte sowie in Österreich ist sie wild wachsend vereinzelt zu finden.
Die Pflanze ist robust, verträgt allerdings keine Staunässe. Sie benötigt einen pH-Wert im Boden von rund 6–8. Die Gelbrote Taglilie wächst in Höhenlagen zwischen 0 und 1000 Metern auf Wiesen, in offenen Wäldern und an Ruderalstandorten wie Wegrändern oder sogar Müllhalden. Die chinesische Varietät Hemerocallis fulva var. fulva kann in Höhenlagen bis zu 2500 Metern vorkommen.

### Ökologie
Gelbrote Taglilien bieten Lebensraum u. a. für Blattläuse der Art Myzus hemerocallis und Schmetterlingsraupen der Art Lycorea cleobaea.

## Name
Der Gattungsname Hemerocallis leitet sich aus den griechischen Wörtern 'ἡμέρα' ('hemera' = 'Tag') und 'κάλλος' ('kallos' = 'Schönheit') ab, also direkt übersetzt etwa Tagesschönheit, und hängt mit der kurzen Lebensdauer der einzelnen Blüte zusammen. Das Artepitheton fulva bezeichnet die bräunlich-orange Blütenfarbe. Der Name Bahnwärter-Taglilie deutet auf einen möglichen Standort der Pflanzenart.

## Varietäten und Kulturformen

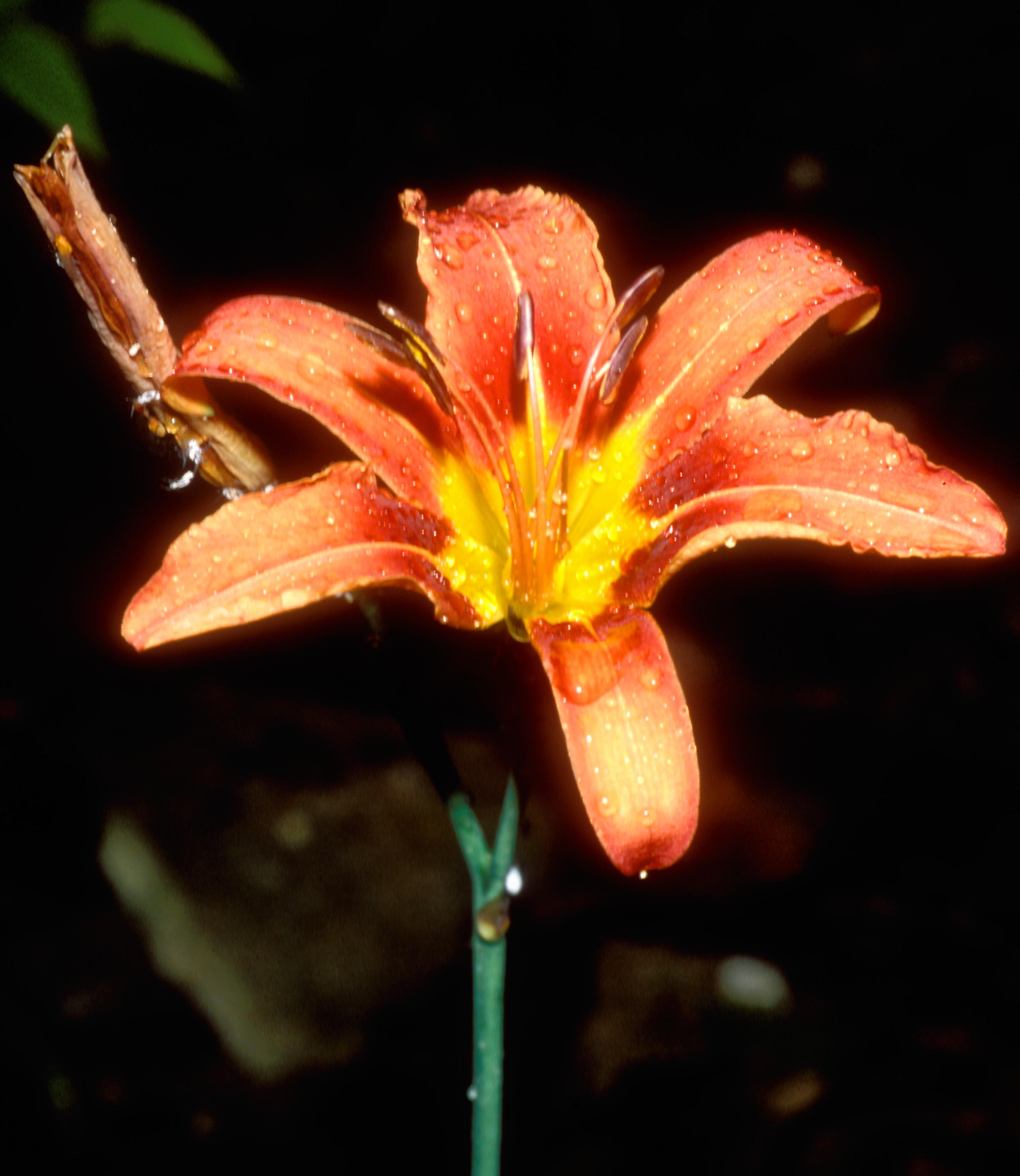
Hemerocallis fulva var. fulva

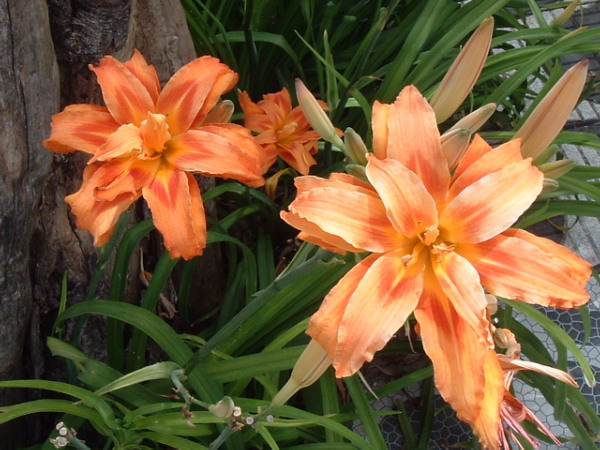
Hemerocallis fulva var. kwanso

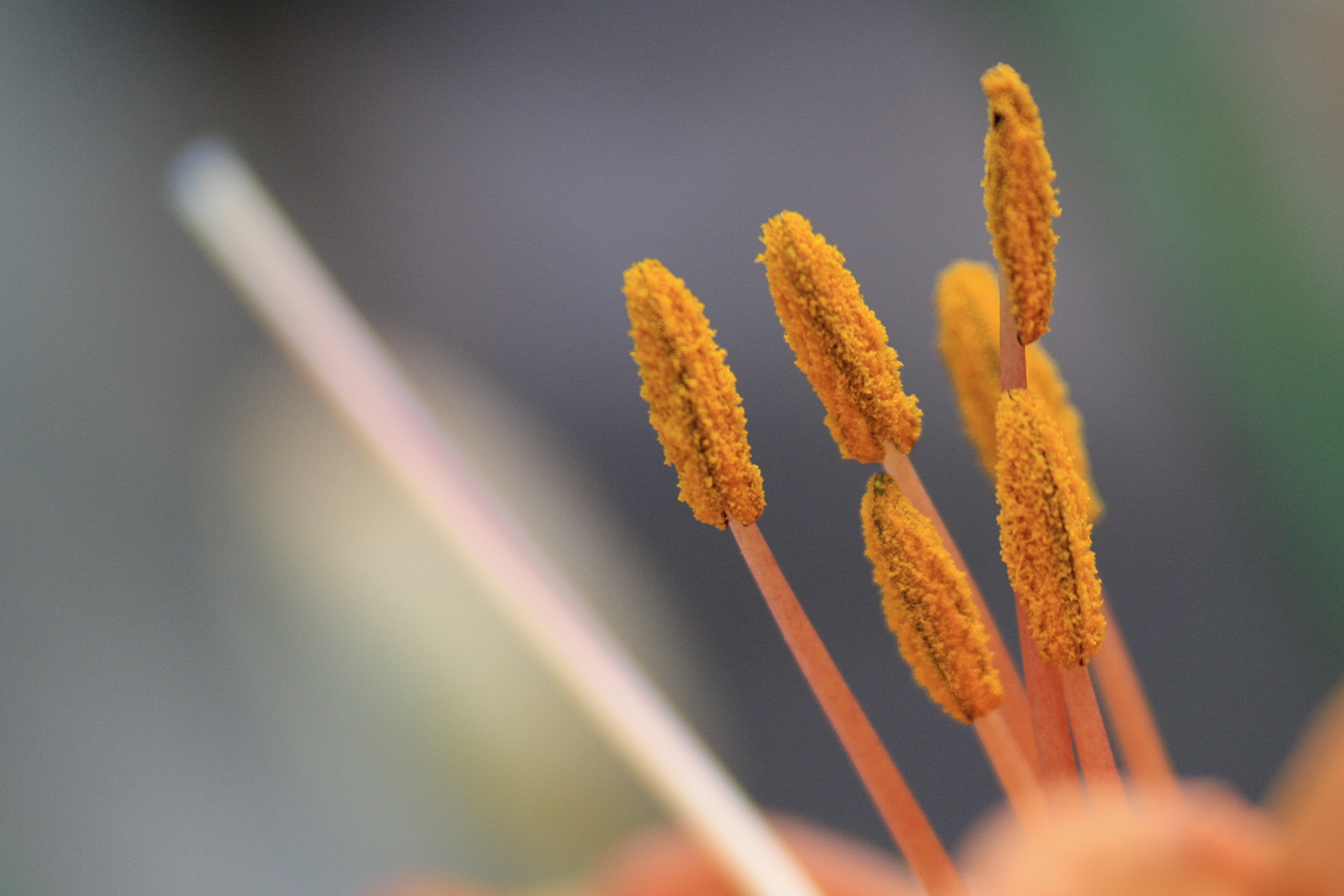
Hemerocallis fulva

In der Literatur werden mehrere Varietäten der Gelbroten Taglilie beschrieben:
- Natürlich vorkommende Varietäten:
  - Hemerocallis fulva var. angustifolia Baker: Die Kelchröhre kann bis 4 cm lang werden, die inneren Segmente 1 bis 2,5 cm. Chromosomenzahl 2n = 22. Vorkommen in Japan und Korea, kultiviert in China und Indien.
  - Hemerocallis fulva var. aurantiaca (Baker) M.Hotta: Diese Varietät ist immergrün, hat rein hellorange Blüten, 2n = 22 oder 2n = 3x = 33 Chromosomen und wächst in Höhenlagen von 300 bis 1000 Metern in China, Taiwan, Japan und Korea. Blütezeit April bis November.
  - Hemerocallis fulva var. europaea Stout: Aus ihr entwickelten sich alle in Europa und Amerika vorkommenden Wildpflanzen. Sie sind triploid und die Vermehrung durch Wurzel- oder Rhizomwachstum geschieht sehr effektiv. Die Blütenfarbe ist außen orange mit bogenförmig rötlich-orangefarbenem „Auge“ weiter innen, sowie einer deutlichen hellen Mittellinie, vor allem bei den inneren Blütenhüllblättern.
  - Hemerocallis fulva L. var. fulva: Hier ist die Kelchröhre weniger als 3 Zentimeter kurz und die inneren Segmente 2 bis 3,5 cm breit. Die Chromosomenzahl ist 2n = 3x = 33. Die Pflanze wird bis 140 cm hoch und wächst in Höhenlagen von 300 bis 2500 Metern in China und der koreanischen Halbinsel.
  - Hemerocallis fulva var. longituba Maximowicz: Gelborange mit sehr langen Geschlechtsorganen. In Korea, China und Japan auch noch oberhalb 1500 Metern.
  - Hemerocallis fulva var. littorea M.Hotta & M.Matsuoka: An Küsten Japans. Blüten gelborange bis rotorange mit braunem Auge und heller Mittellinie.
  - Hemerocallis fulva var. pauciflora M.Hotta & M.Matsuoka: Japan.
  - Hemerocallis fulva var. sempervirens (Araki) M.Hotta: Im Süden Japans. Blüht sehr spät.
- Kulturformen:
  - Hemerocallis fulva 'Kwanso' Regel 1866 (auch 'Kwanzo'): Dieses Cultivar hat doppelte Blüten mit orangefarbenem Grund und wird seit langer Zeit in Ostasien kultiviert. Die Blüten und ihre Geschlechtsorgane können teilweise deformiert sein. Sie kommt diploid und triploid vor und bildet die Basis für tetraploide Cultivare.
  - Hemerocallis fulva var. maculata Baroni 1897: Robust. Der bis 120 cm hohe Stängel trägt bis zu 12 Blüten mit purpurrotem „Auge“ und 15 cm Durchmesser. Chromosomenzahl 2n = 3x = 33.
  - Hemerocallis fulva var. rosea Stout 1930: Rosenrot. Grundlage für die Cultivare 'Rosalind' und 'Pastel Rose'.
  - Hemerocallis fulva 'Flore Peno' Sienicka 1929: Bei dieser doppelblütigen Kulturform aus China ist die Blüte außen orange, in der Mitte dunkelrot. 2n = 3x = 33. Unterscheidet sich von 'Kwanso' durch kürzere und regelmäßigere Blütenform.[3][4]

## Inhaltsstoffe und Pharmakologie

Antioxidantien in H. fulva: Links Phlomurosid, rechts Roseosid, unten Lariciresinol

Saponine in H. fulva: Hemerosid A und B

Die Blätter der Gelbroten Taglilie enthalten starke Antioxidantien, nämlich Roseosid, Phlomurosid, Lariciresinol, Quercetin- und Isorhamnetin-Glykoside, außerdem Pinnatannin-Derivate und Cholin. Weitere Inhaltsstoffe im oberirdischen Teil der Pflanze sind die Saponine Hemerosid A und B. Zellextrakte aus der Wurzel der Varietät kwanzo, die Anthrachinon-Derivate enthalten, zeigen im Labor hemmende Wirkung auf die Vermehrung menschlicher Krebszellen. Die Blüten scheinen außerdem Effekte auf das Schlafverhalten von Mäusen zu haben.
Eine Quelle von 1929 berichtet davon, Colchicin in einer Hemerocallis-Art gefunden zu haben. Damals war es noch sehr schwierig, solche Analysen durchzuführen. Neue Ergebnisse zeigen keinen Gehalt an irgendwelchen Alkaloiden in Hemerocallis fulva.
Bei Hauskatzen hat die Gelbrote Taglinie eine hohe Nierentoxizität und kann ein Nierenversagen auslösen.

## Nutzung
Diese Pflanzenart wird in Ostasien als Nahrungsmittel, Heilpflanze und zur Herstellung von Gebrauchsgegenständen verwendet.

### Zierpflanze
Als Zierpflanze eignet sie sich besonders durch ihre großen Blüten, deren leicht zugängliche Geschlechtsorgane die Kreuzung auch für Amateure leicht machen. Taglilien sind als Zierpflanzen aufgrund der großen Blüten sehr beliebt. In vielen Dutzend Ländern haben sich Liebhaber dieser Pflanzengattung in Vereinen organisiert. Aus China stammt die Sorte 'Kwanso', die schon 1712 von Engelbert Kaempfer als „Ken, vulgo Quanso & Wasrigusa“ erwähnt wird und als erste 1830 von Philipp Franz von Siebold nach Europa eingeführt wurde. Weitere folgten, und in den 1890er Jahren begann in Europa die Erzielung eigener Sorten.

### Küche
In Ostasien werden gelbrote Taglilien als Nahrung angebaut. Die gesamte Pflanze bis auf den Stängel ist verwertbar:
- die dickeren Wurzeln können geschält wie Kartoffeln zubereitet werden und schmecken nach Nüssen oder wie Kastanien; allerdings wird bei Überdosierung der Wurzel von Vergiftungserscheinungen berichtet[6];
- junge Blattschösslinge schmecken roh süßlich, gekocht wie Spargel oder Sellerie;
- reife Blätter eignen sich geschnitten für Salat oder in Suppen;
- reife Blüten werden getrocknet und dienen als Suppeneinlage und Würze, frische Blüten auch roh als farbig-fruchtiger und knuspriger Salatzusatz – der Nektar hat einen feinen Geschmack;
- grüne Blütenknospen eignen sich entsprechend als „Früchte“, auch gekocht oder in Öl gebraten;
- Samen können zerdrückt in Suppen verwendet werden.

Insbesondere eignen sich die Kulturformen 'Kwanzo' und 'Flore pleno'. Vom rohen Verzehr der Blüte von H. fulva var. europaea wird abgeraten. Eine erhöhte Menge von Wurzelgewebe kann abführend wirken. Die Blätter der gelbroten Taglilie enthalten neben Vitamin A und C auch Eisen.

### Kräuterkundliche Verwendung und Ethnobotanik
In China wird die Blüte der gelbroten Taglilie in der traditionellen chinesischen Medizin bei Schlaflosigkeit, das Rhizom als Mittel gegen Tuberkulose und Filariasis angewandt. In Korea dient das Essen der Wurzel als Mittel gegen Verstopfung und Lungenentzündung. Der Wurzelsaft wird bei Arsenvergiftung und Krebs verabreicht. Der Wurzeltee soll harntreibend wirken.
In Ostasien knüpfen die Bauern aus den Blättern der gelbroten Taglilie Seile und Schuhwerk.